# Pilot 111 SE
Pilot 111 SE är en svensk lotsbåt som byggdes 2000 som Tjb 111 av Marine Alutech Oy Ab i Tykö i Finland för Sjöfartsverket i Norrköping. Tjb 111 stationerades vid Landsorts lotsplats. År 2005 döptes båten om till Pilot 111 SE.